# 이스라엘은 우리의 집

이스라엘은 우리의 집(히브리어: יִשְׂרָאֵל בֵּיתֵנוּ 이스라엘 베이테이누)은 이스라엘의 보수 정당으로, 1999년 설립되었다. 2015년 총선거 결과, 샤스에 이어 제8당이다.